# 112 Iphigenia
A 112 Iphigenia a Naprendszer kisbolygóövében található aszteroida. Christian Heinrich Friedrich Peters fedezte fel 1870. szeptember 19-én.